# ディストーション (音響機器)

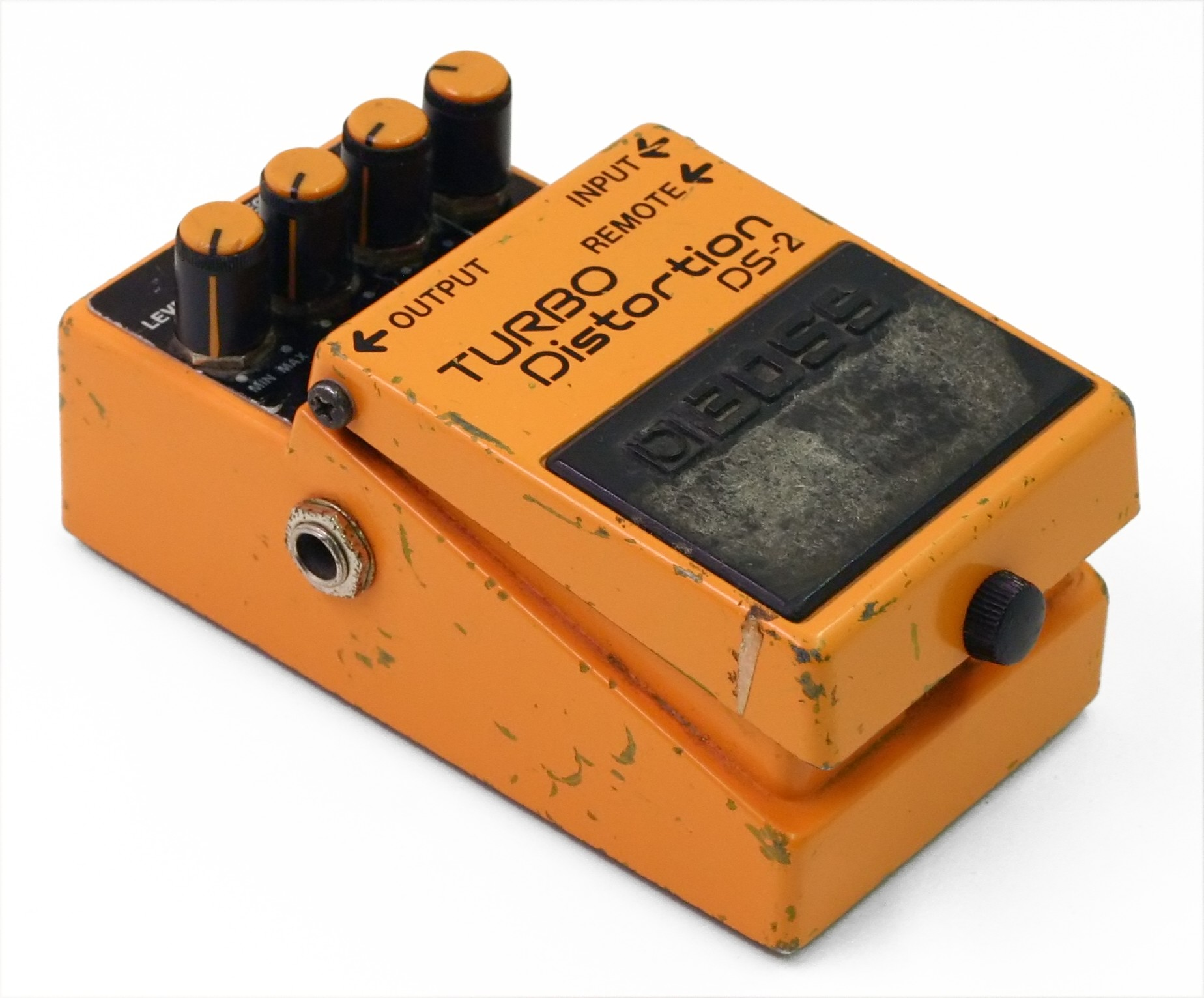
Boss社製 コンパクトエフェクター「DS-2 ターボ・ディストーション」

音響機器におけるディストーション（英: distortion）とは、広義には音像の歪（ひず）み、またその歪んだ音色そのものを指す。狭義では意図的にその音色を得るためのエフェクターや機器のうちの一分類を指す。狭義のディストーションはエレキギターで最も多用されるが、エレキベース、電子オルガン等にも利用される他、ボーカルのエフェクトとして用いられる場合もある。

## 動作原理

クリッピング波形の種類。ソフト・クリッピングとハード・クリッピング。ディストーションは後者と関連付けられる事が多い

主にエレキギター等の音響信号を増幅回路で増幅した後、クリッピング素子に過大入力として与えることで、意図的に歪ませる。クリッピング素子とは、入力信号をある電圧以上にさせない素子であり、ディストーションにおいては多くの場合ダイオードが用いられる。
マフ型
エレクトロ・ハーモニクス社が「ビッグ・マフ」(1969年発売)で使用した回路。ディスクリート・トランジスター(個別半導体、単機能半導体)による増幅を経た後、ダイオードでクリッピングさせる。これと同様の回路を持つ機種にマクソンの「D&S ディストーション & サスティナー」(1974年)があるが、これが海外市場へ輸出された際には「アイバニーズ オーバードライブ」と名前を変えて発売された。ビッグ・マフは今日いわゆる「サスティナー系ファズ」の祖と見なされディストーションと分類される事は稀である。また、D&Sの音色は「ファズっぽいディストーション」とされる事が多く、オーバードライブとは見なされない。これらの用語は1970年代に普及の過程にあり、当時の日本の音楽業界の認識が窺える。
ディストーション型
MXRの「MXR Distortion +」(1973年)に使用された回路。オペアンプによる増幅を経て、ダイオードでクリッピングさせる。製品としては、Procoの「RAT」(1978年)、BOSSの「DS-1」(1978年)などが古典だが、DOD Electronics社の「Overdrive Preamp 250」(1973年)も同様の回路を持つ。

## 分類
英語の"distortion"は日本語の「歪み」一般に当たり、日本では物理・光学と電子・音響の世界でこれを区別する為に、物理・光学的なものを「ユガみ」、電子・音響的なものを「ヒズみ」と発音する事が慣行となっている。また、オーバードライブ (overdrive) がアンプの酷使・過負荷状態を指した言葉なのに対し、ディストーション (distortion) は「ひずみ」そのものを指す言葉である。
楽器演奏者やエフェクターメーカー等の業界では、「オーバードライブ」に比べて、より荒々しく硬質で深い歪みを得るもの、という認識が一般化している。しかし、同じく歪みを得る目的のエフェクターである「ファズ」「オーバードライブ」の区別はある程度まで感覚的なものであり、明確な範囲は無く、定義はあいまいである。まず旧来の粗野で原始的な音色の「ファズ」とは差別化し、その中で比較的マイルドで柔らかい音色が出せる方を「オーバードライブ」、より荒々しく硬質で深い歪みまで達することができる方を「ディストーション」と名づける傾向は指摘出来る。しかし、いずれも既知の代表的製品の音色・イメージに影響を受けたネーミング次第であり、上述のように回路の種別などから見ても明確な定義は存在せず、一台でカバーする範囲が広い製品も多い。したがって、エフェクターの製作者が「これはディストーションである」あるいは「これはオーバードライブである」と言えば、そのように認識される傾向がある。
一例として、BOSSのエフェクターを見ると、非反転増幅回路を形成するオペアンプの出力側にクリッピングのダイオードを挿入しているもの(DS-1)には「ディストーション」の名称が用いられており、オペアンプの反転入力端子と出力端子との間すなわち帰還回路にクリッピングのダイオードを挿入しているものには「オーバードライブ」の名称が用いられている。但し、増幅回路の出力側に置くクリッピング素子がダイオードでなく、真空管やFETである場合には、よりアンプの歪みに似せている、という意図を込めて「オーバードライブ」とネーミングされている場合が多い。